# CAMST
CAMST - Soc. Coop. a r.l., è un'azienda italiana che opera nel settore della ristorazione: collettiva, commerciale, catering e fieristica utilizzando diversi marchi: Tavolamica, Dettagli, Gustamì, Camst Cafè. La sede principale dell'azienda è situata a Villanova di Castenaso in provincia di Bologna, contando anche filiali commerciali. Partecipa varie società italiane ed estere affini alla ristorazione.

## Storia[1]

### Gli inizi
L'azienda nasce il 16 giugno del 1945 da Gustavo Trombetti, prima con il nome di Cooperativa Lavoro Albergo Mensa (Clam) e poi diventando Cooperativa Albergo Mensa Spettacolo Turismo (Camst). 
L'iniziativa del fondatore era legata al periodo di ripresa delle attività dopo la fine della Seconda Guerra Mondiale e quindi appena dopo la Guerra di liberazione italiana alla quale Gustavo Trombetti (ex compagno di cella di Antonio Gramsci nel carcere di Turi) aveva partecipato come partigiano.
L'obiettivo iniziale era quello di dare un lavoro a tutti i cuochi, camerieri e baristi in un periodo di forte disoccupazione in attesa della ricostruzione. Le attività sono partite dapprima con servizi specifici all'interno della stazione di Bologna, distribuzione di bibite all'interno degli stadi e servizi volanti per feste e rinfreschi.
Con la fine degli anni quaranta, le attività erano già numerose: Buffet della Stazione di Bologna, 3 punti di ristoro fissi (Ippodromo di Bologna, Mensa del popolo e Teatro Comunale), un locale stagionale all'aperto e servizi allo stadio.

### Dal 1950 al 1990
Nel corso degli anni cinquanta Camst inizia la propria attività di ristorazione all'interno della Fiera di Bologna. Questo permette all'azienda di lanciarsi nel mercato della ristorazione fieristica e del catering eventi arrivando nel tempo a coprire, con altri brand, presìdi come la Fortezza da Basso a Firenze, la Fiera di Rimini e il Centro Fiera del Garda.
Negli anni sessanta Camst apre il primo ristorante self-service in Italia.
Con l'accrescere delle esigenze produttive di Camst e il riconoscimento del pasto in fabbrica per i lavoratori, nel corso degli anni settanta viene messa in funzione la prima cucina centralizzata in grado di preparare grandi quantità di pasti da trasferire poi alle mense aziendali.
A partire dagli anni novanta Camst decide di dedicare parte della propria attività allo sviluppo del settore catering, ricevimenti e banqueting.

### Dal 2000
Al fine di favorire un maggior controllo su fornitori e materie prime, nel 2010 viene inaugurato il Centro Distributivo, 23.000 metri quadri: acquista tutto ciò che serve all'intera attività delle cucine per la ristorazione collettiva e alimenta 46 "cucine centralizzate" sparse su tutto il territorio nazionale e di diversa capacità, in grado di fornire da 2.000 fino anche a 7.000 pasti al giorno ciascuna.
Dal 2012 la Camst, nata e cresciuta sulla ristorazione collettiva e quindi sulla gestione di mense per strutture pubbliche e private , attraversa un periodo difficile a causa della lunga crisi economica che impone tagli alla spesa pubblica e risparmi sui bilanci aziendali. Così nel 2016 è varato un piano triennale con cui il Gruppo Camst, presieduto dal 2013 da Antonella Pasquariello, decide di diversificare, di espandersi anche all'estero dopo avere acquisito ancora nel 2003 la Lohmeir&Deimel in Germania e di creare un proprio brand. Nel 2015 acquisisce il gruppo piemontese Marangoni, operativo con il suo catering in cinque regioni italiane, nel 2016 prende il controllo del gruppo Gesin Proges di Parma, specializzato nel facility management, pulizie, servizi alle imprese.  Nel 2017 è portata a termine l'acquisizione di Arcasa in Spagna, tra la fine del 2017 e l'inizio del 2018 sono rilevate Cheval Blanc e Tingstrom in Danimarca.
La scelta di entrare anche nella ristorazione commerciale (un mercato in cui già operano catene di ristorazione come McDonald's, Roadhouse, OldWildWest, Chef Express sui pasti e come McCafé, Starbuck's, Illy, Lavazza e altri nei bar) ha portato alla nascita di due nuovi marchi: "Dal 1945 Gustavo Italiano" e "Tavolamica" dedicato alla pausa pranzo dei lavoratori. Nel settore del catering per eventi nasce invece il brand "Dettagli".
Nel febbraio 2023 Camst diventa Società Cooperativa Benefit integrando al principio mutualistico della cooperativa specifici obiettivi di beneficio comune.